# Закуцавање
Закуцавање (енгл. slam dunk) је тип кошаркашког шута који се изводи тако што играч скочи у ваздух и са једном или обе руке убаци лопту у обруч. Овај стандардни шут из игре важи два поена. За извођење је, поред увежбаности играча потребан обруч са опругом којом се тежина играча равномерно преноси на целу таблу, иначе је могућ настанак повреда услед сламања табле.
Закуцавање је шут са једним од највиших постотака успешности, као и један од потеза који највише одушевљава публику. Такмичења у закуцавањима су изузетно популарна, а најпопуларније такмичење је NBA такмичење у закуцавањима, које се одржава једном годишње на NBA Ол стар викенду. Овај привлачан потез је дуго година био ограничен на мушку игру, међутим од 2005. и првог забележеног закуцавања на ВНБА утакмици постоји група кошаркашица која је заинтересована да овај потез пренесе и у женско такмичење. Његова релативна реткост у женској игри се приписује женској физиономији која даје доста слабији скок, чак и код високих девојака; познато је да је Бритни Грајнер, једна од најчешћих куцача у ВНБА кошарци која је и сама велики љубитељ закуцавања, морала да прође наменску обуку да побољша свој одраз за константно закуцавање.
Закуцавање је било забрањено у NCAA од 1967. до 1976. Многи су ову забрану приписивали тадашњем феномену Кариму Абдул-Џабару (тада се још звао Лу Алсиндор) након свог доласка у NCAA. Зато се забрана закуцавања понекад назива Лу Алсиндорово правило.